# Sapromyza recurrens
Sapromyza recurrens är en tvåvingeart som först beskrevs av Meijere 1913.  Sapromyza recurrens ingår i släktet Sapromyza och familjen lövflugor. Inga underarter finns listade i Catalogue of Life.